# 中国共产党新化县委员会
中国共产党新化县委员会（简称中共新化县委）是中国共产党在湖南省娄底市新化县的领导机关。

## 职责
根据《中国共产党地方委员会工作条例》，中国共产党地方委员会主要实行政治、思想和组织领导，承担下列职能：
1. 对本地区重大问题作出决策。
2. 通过法定程序使党组织的主张成为地方性法规、地方政府规章或者其他政令。
3. 加强对本地区宣传思想文化工作的领导，牢牢掌握意识形态工作领导权、话语权。
4. 按照干部管理权限任免和管理干部，向地方国家机关、政协组织、人民团体、国有企事业单位等推荐重要干部。
5. 支持和保证人大、政府、政协、法院、检察院、人民团体等依法依章程独立负责、协调一致地开展工作，发挥这些组织中党组的领导核心作用。
6. 加强对本地区群团工作和统一战线工作的领导。
7. 动员、组织所属党组织和广大党员，团结带领群众实现党的目标任务。

## 历任书记
| 姓名   | 就任日期      | 离任日期   | 备注  |
| ------ | ------------- | ---------- | ----- |
| 尹之席 | 1949年10月    | 1952年8月  |       |
| 李文祥 | 1952年8月     | 1953年3月  |       |
| 宇自修 | 1953年3月     | 1954年6月  |       |
| 王占恕 | 1954年6月     | 1956年2月  |       |
| 张作舟 | 1956年5月     | 1957年10月 |       |
| 宇自修 | 1957年10月    | 1960年10月 |       |
| 尚春仁 | 1960年10月    | 1961年8月  |       |
| 王占恕 | 1961年8月     | 1965年8月  |       |
| 丁锡祥 | 1966年3月     | 1969年     |       |
| 王喜忠 | 1969年9月     | 1973年7月  |       |
| 姜元腾 | 1973年7月     | 1975年12月 |       |
| 王全夫 | 1975年12月    | 1977年8月  |       |
| 赵晴秋 | 1977年8月     | 1981年9月  |       |
| 肖士凤 | 1981年9月     | 1984年12月 |       |
| 李敦培 | 1984年12月    | 1987年1月  |       |
| 杜远明 | 1987年1月     | 1992年3月  |       |
| 曾庆炎 | 1992年4月     | 1993年11月 |       |
| 赵协卿 | 1993年11月    | 1995年10月 |       |
| 王信卿 | 1995年10月    | 1999年4月  |       |
| 刘佑华 | 1999年4月     | 2002年4月  |       |
| 谢元龙 | 2002年4月     | 2004年7月  |       |
| 谢文生 | 2004年7月     | 2006年12月 |       |
| 吴建平 | 2006年12月    | 2011年12月 |       |
| 胡忠威 | 2011年12月    | 2016年6月  | [ 2 ] |
| 朱前明 | 2016年8月     | 2021年5月  | [ 3 ] |
| 李铁雄 | 2021年5月14日 |            | [ 4 ] |